# Lönneberga
Lönneberga is een plaats in de gemeente Hultsfred in het landschap Småland en de provincie Kalmar län in Zweden. De plaats heeft 190 inwoners (2000) en een oppervlakte van 50 hectare. In en rond deze plaats speelt zich het verhaal af van Emiel van de Hazelhoeve geschreven door Astrid Lindgren.

## Verkeer en vervoer
Bij de plaats loopt de Länsväg 129.
De plaats heeft een station aan de spoorlijn Hultsfred - Nässjö.